# Halo: Combat Evolved Anniversary
Halo: Combat Evolved Anniversary — компьютерная игра в жанре шутера от первого лица, разработанная компаниями 343 Industries и Saber Ineractive и изданная Xbox Game Studios. Игра представляет собой ремейк Halo: Combat Evolved, которая является первой частью в серии Halo. Изначально игра была выпущена в 2011 году для консоли Xbox 360 и позже издана в составе Halo: The Master Chief Collection на Xbox One и персональных компьютерах под управлением Windows.

## Игровой процесс и сюжет
Halo: Combat Evolved Anniversary идентична оригинальной Halo: Combat Evolved и с точки зрения геймплея, и с точки зрения сюжета. Игра представляет собой шутер от первого лица и также включает в себя поездки на боевой технике, которой игрок управляет с видом от третьего лица. Научно-фантастический сюжет игры рассказывает о войне между землянами и Ковенантом — союзом инопланетян, пытающихся уничтожить человечество — на поверхности Ореола, космической мегаструктуры огромных размеров; в этой войне игрок управляет суперсолдатом по прозвищу Мастер Чиф. У игрового персонажа, кроме обычной для традиционных шутеров шкалы здоровья, восполняемой с помощью аптечек, есть и шкала щита, поглощающего урон — даже если щит был потерян, он восстанавливается со временем. Помимо стрельбы, игра уделяет особое внимание рукопашному бою и использованию ручных гранат; игрок может подбирать и использовать оружие как соратников-землян, так и инопланетных врагов.
Anniversary позволяет переключаться между «классической» графикой, аналогичной оригинальной игре, и новой графикой, разработанной для ремейка, в любой момент нажатием одной кнопки. Как классическая, так и новая графика представлены в широкоэкранном формате высокой четкости 16:9, тогда как оригинальная игра была рассчитана на разрешение 480i и соотношение сторон 4:3. Новая графика также доступна в режиме стереоскопического 3D для совместимых телевизоров.
Anniversary поддерживает достижения Xbox Live; в ней присутствуют скрытые видеотерминалы, предоставляющие дополнительную информацию о сюжете, и черепа — особые коллекционные предметы, спрятанные в разных местах игры. Активация собранных черепов позволяет изменить сложность игры. Поддержка Kinect включает голосовые команды для навигации по видео, боевые приказы и возможность сканировать окружение — информация о просканированных объектах добавляется в энциклопедию под названием «Библиотека».
Оригинальная Combat Evolved не поддерживала многопользовательскую игру через интернет — многопользовательский режим был реализован лишь локально, через разделенный экран или локальную сеть с прямым кабельным подключением между приставками. Anniversary добавляет обновленный мультиплеер и кооперативную кампанию для двух игроков, доступную как по сети, так и локально Многопользовательский режим игры использует движок Halo: Reach и включает в себя семь переделанных карт из Combat Evolved и Halo 2.

## Разработка и выпуск
Halo: Combat Evolved Anniversary была разработана 343 Industries в сотрудничестве со студиями Saber Interactive и Certain Affinity. 343 Industries, которые на данный момент отвечают за всю франшизу Halo, объединились с Saber Interactive для того, чтобы сделать ремейк оригинальной Halo ко дню её десятилетия. Возможность мгновенного переключения между «старой» и «новой» версиями игры была достигнута благодаря параллельной работе двух игровых движков — старый движок отвечает за геймплей, а новый, разработанный совместно 343 Industries и Saber Interactive, в реальном времени строит более красивую и современную картинку «поверх» старой версии.
Microsoft впервые показали игру вместе с Halo 4 на выставке Е3 в 2011 году. Выход игры состоялся в день десятилетнего юбилея серии Halo — 15 ноября 2011 года для консоли Xbox 360. 11 ноября 2014 года игра в составе Halo: The Master Chief Collection вышла на Xbox One.

## Восприятие
| Сводный рейтинг    | Сводный рейтинг |
| Агрегатор          | Оценка          |
| ------------------ | --------------- |
| GameRankings       | 81,92 %         |
| Metacritic         | 82/100          |
| Иноязычные издания |                 |
| Издание            | Оценка          |
| Destructoid        | 9/10            |
| EGM                | 8,5/10          |
| Game Informer      | 8,5/10          |
| GameSpot           | 8,0/10          |
| IGN                | 8/10            |
| OXM                | 8,5/10          |
| PALGN              | 8/10            |
| Digital Spy        | [ 16 ]          |
| The Escapist       | [ 17 ]          |
| The Guardian       | [ 18 ]          |

Игра получила в основном положительные отзывы. В рецензиях хвалили графику, звук, а также возможность переключаться между старой версией игры и новой. Среди проблем отмечали технические дефекты, проблемы с дизайном уровней оригинальной игры и реализацию многопользовательских режимов.